# Renströmska huset

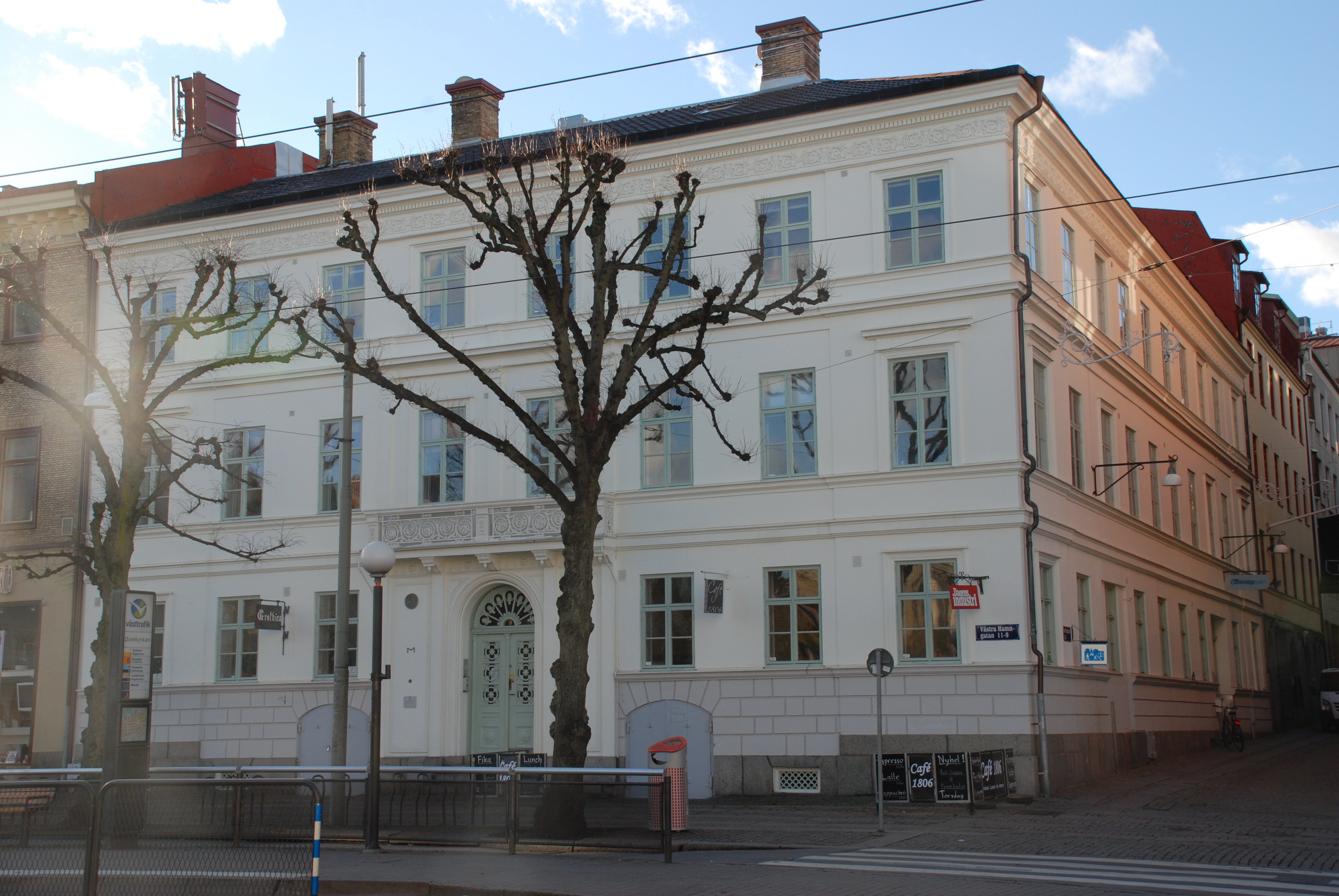
Renströmska huset i hörnet Västra Hamngatan/Kyrkogatan

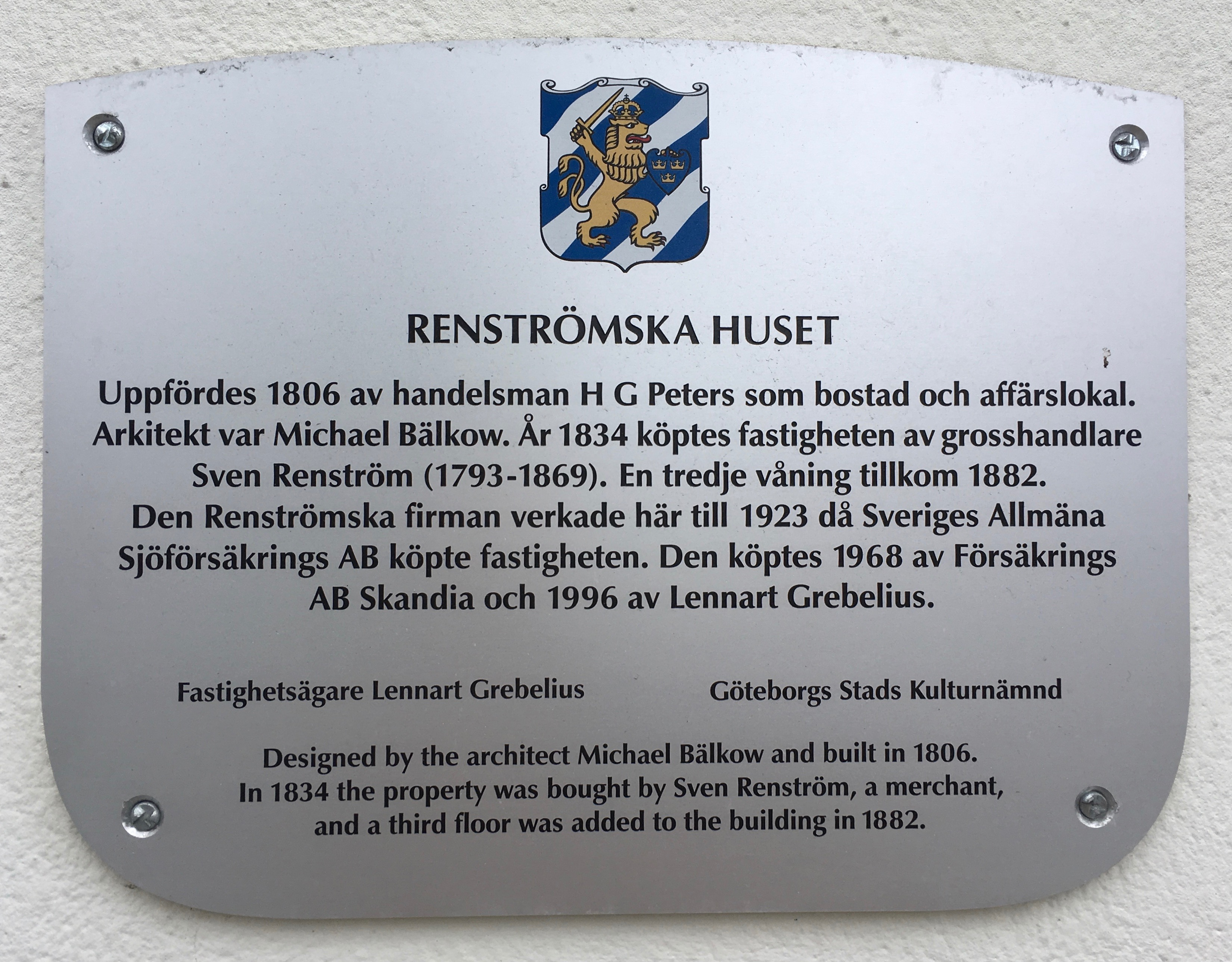
Plakett vid Renströmska huset.

Renströmska huset är ett trevånings kontorshus med vit, slätputsad fasad i hörnet av Västra Hamngatan 9/Kyrkogatan 13 i centrala Göteborg. Det uppfördes 1805 som en tvåvånings byggnad åt handelsmannen H. G. Peters efter den stora stadsbranden året innan (1 november). Arkitekt var Michael Bälkow. 
År 1840 köptes huset av grosshandlare Sven Renström och J.E. Areschough. Hyresgäst i huset var då grosshandlare F. Malm som disponerade en lägenhet med nio rum och kök i tredje våningen, en drängkammare samt en del i bagarstuga, brygghus och mangelbod. Renström blev ensam ägare 1846 för att ha kontor, bostad och lager där. Än idag finns stora varukrokar i porten mot Kyrkogatan. 
Både Renströms företag och fastighet övertogs 1870 av hans kompanjon Peter Hammarberg. På 1880-talet gick fastigheten vidare till Hammarbergs svärson J. B. Leffler, där den sedan stannade inom denna familj till 1920-talet. Då Sveriges Allmänna Sjöförsäkringsaktiebolag 1923 köpte fastigheten, byggdes huset om för kontor enligt ritningar av arkitekten Sven Steen. Åren därefter hyrde även andra företag med anknytning till sjöfart och handel in sig här. 
En ombyggnad genomfördes 1882, vilken främst berörde delarna mot gården. Den västra gårdsflygeln byggdes då på med en ny takvåning. På norra gårdsfasaden en trappa upp, utfördes en originell utbyggnad uppburen av järnpelare, som innehöll en serveringsgång från köket till matsalen. 
År 1999 inreddes vindsvåningen och en höjning av byggnaden gjordes mot gården. Även trapphuset renoverades och målades i färger med anknytning till det tidiga 1800-talet. Entréhallen är utsmyckad med kopior av Bertel Thorvaldsens medaljonger "Årstiderna" och i flera av rummen finns inredningsdetaljer bevarade från de olika epokerna i husets historia.